# Schloss Haunritz

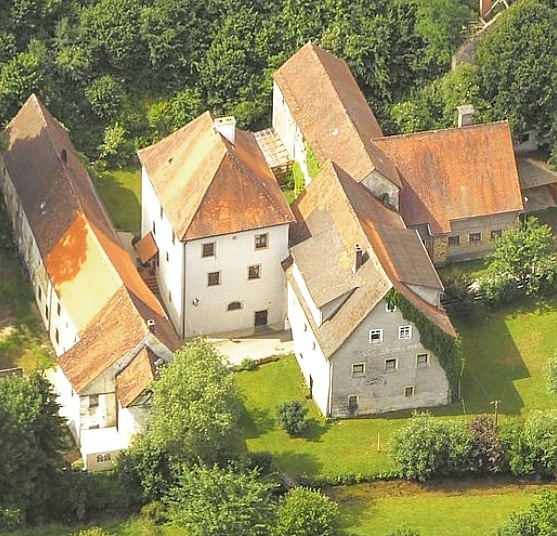
Schloß Haunritz

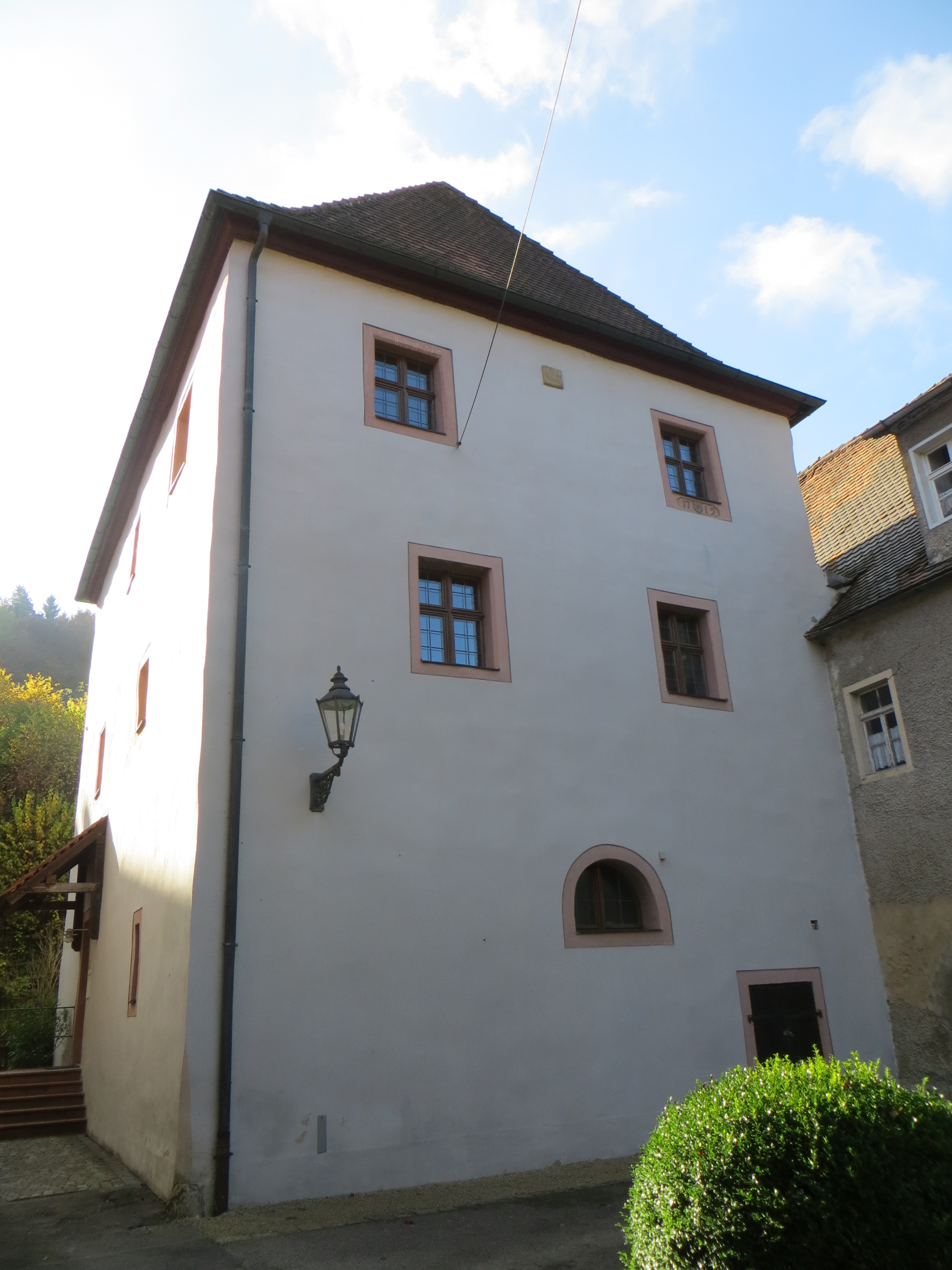
Schloß Haunritz

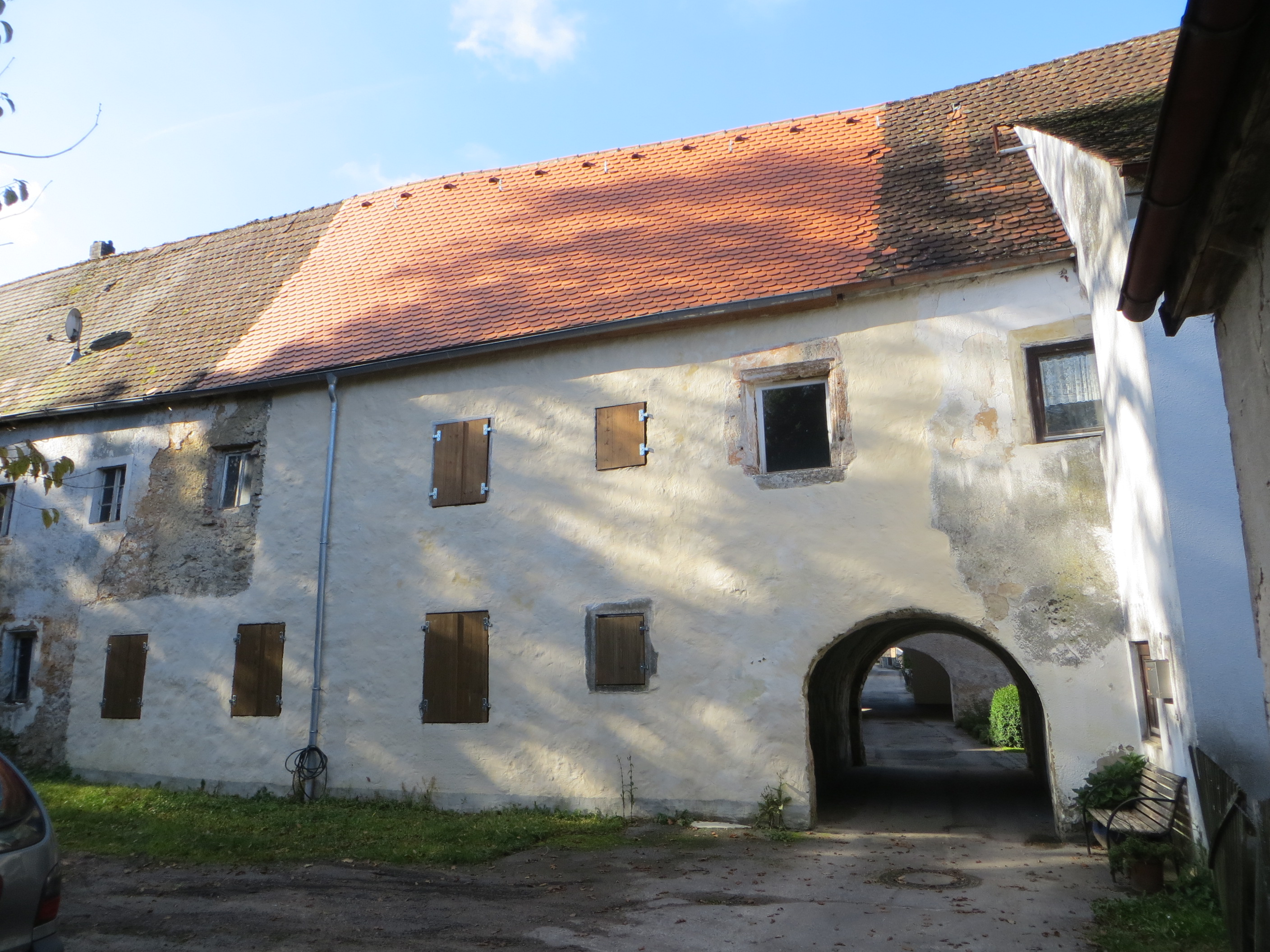
Haunritz Schloß

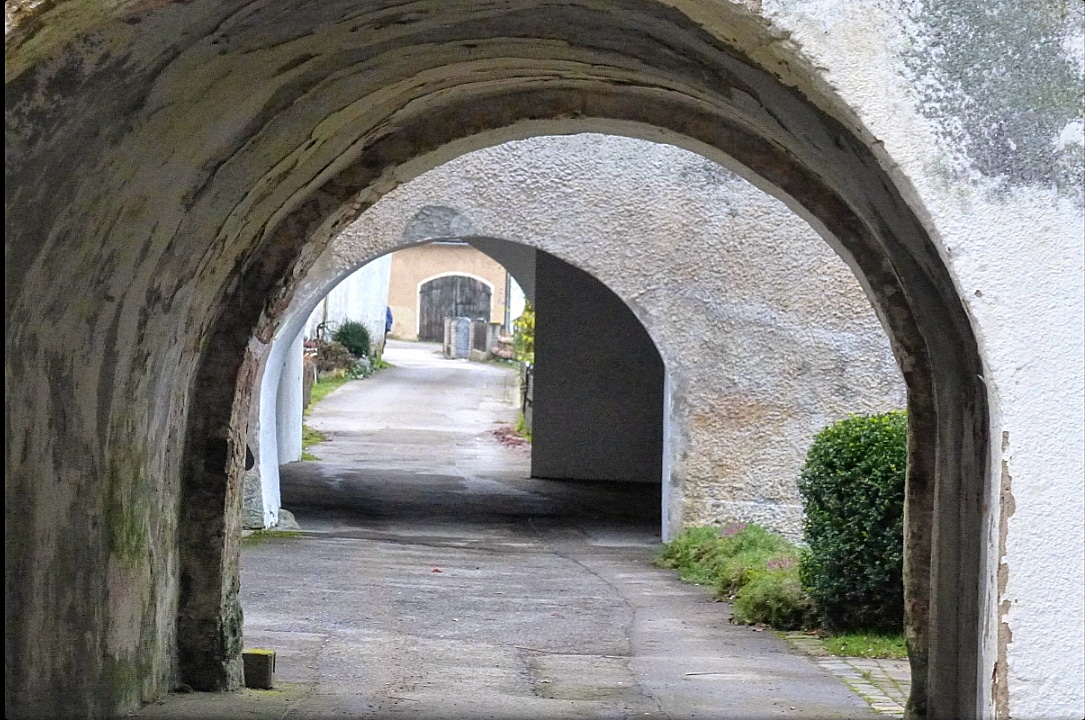
Torbögen des Haunritzer Schlosses

Das Schloss Haunritz (bisweilen auch als Hammerschloss Haunritz bezeichnet) ist ein Gebäude im Gemeindeteil Haunritz der oberpfälzischen Gemeinde Weigendorf im Landkreis Amberg-Sulzbach von Bayern. Das Schloss liegt – wie auch Schloss Högen – im Högenbachtal. Das Schloß befindet sich in der 6. Generation im Familienbesitz und gehört heute der Familie Brand. Es ist unter der Aktennummer D-3-71-157-12 als Baudenkmal verzeichnet. „Archäologische Befunde des Mittelalters und der frühen Neuzeit im Bereich des ehem. Edelsitzes von Haunritz, darunter die Spuren von Vorgängerbauten bzw. älterer Bauphasen“ werden zudem als Bodendenkmal unter der Aktennummer D-3-6535-0085 geführt.

## Geschichte
Am Anfang des 14. Jahrhunderts besteht in Haunritz bereits ein Edelsitz der Haunrader. Wer das Schloß erbaut hat, ist unbekannt. Der Hammer zu Haunritz war zu Beginn des 14. Jahrhunderts Sitz der Edlen von Haunrad. Ein Konrad Haunrader ist 1350 als Ministeriale der Schenken von Reicheneck genannt. Im heutigen Ortswappen von Weigendorf sind die Wappen der Schenken von Reicheneck und der späteren Besitzer, der Knorr von Rosenroth, kombiniert. Das Mühlrad im unteren Feld symbolisiert die jahrhundertelange Tradition der Papierherstellung in Haunritz.

Wappen von Weigendorf

1387 war in Haunritz der Hammermeister Jobst Tetzel zu Nürnberg, der Hammer gehörte aber dem Otto Heyden, der auch den Hammer Röthenbach besaß. Dieser war Mitglied und Initiator der Oberpfälzer Hammereinigung („Ott Heyden mit dem hamer an dem Roten Pach vnd mit dem hamer zu dem Hawnratz (= Haunritz (Weigendorf))“). Im Jahre 1422 wurde Albrecht des Lichtensteiners Schloß zum „Haunrath“ durch den Richter zu Sulzbach dem Pfalzgrafen Johann von Neumarkt-Neunburg zugesprochen. Anno 1450 war ein Herr von Gründorf im Schloß Haunritz ansässig. Seine Tochter Dorothea brachte die Hofmark ihrem Gemahl Georg dem Sauerzapf zu. Dieser hinterließ keine Söhne, darum vererbte um 1470 die Tochter Brigitta den Besitz an ihren Ehemann Hans Pfinzing. Bei einer Erbteilung vom 5. Juni 1490 wurde der Wert von Schloss und Hammer Haunritz mit 1400 Gulden angeschlagen. In der Landtafel von 1514 ist Jörg Pfinzing als Inhaber vermerkt. 1522 ist dessen Sohn Berthold Pfinzing Hammermeister zu Haunritz. Vermutlich wegen Überschuldung kam Haunritz 1552 an dessen Schwiegervater Hans Bernklo und den Montanunternehmer Ott Rauch. Von 1557 bis 1567 ist Wolf Hofmann als Landsasse beglaubigt. 1568 leistet Sebastian Leuprecht als neuer Besitzer des Landsassengutes Landeshuldigung. Hans von Furtenbach zu Reichenschwand tritt 1574 die Besitzfolge an. Johann von Furtenbach eröffnete, zunächst ohne Erlaubnis seiner Nürnberger Landesherren eine Brauerei in Haunritz. Bereits sein Vorgänger Sebastian Leuprecht habe die Brauerei gegründet (1568). Er habe „nur den Kessel etwas näher ans Wasser gerückt“. Die Brautradition hielt an in Haunritz, prägte den weitbekannten Qualitätsbegriff „Jura Gold“ und endete leider in den 1960er Jahren.
Auf dem Kaufwege geht das Gut 1580 an Hans Sigmund von Preysing und seiner Gemahlin Barbara über, der sich wegen seines evangelisch-lutherischen Bekenntnisses in der oberen Pfalz niedergelassen hatte. Er starb 1603. Es übernahm Sohn Hans Erasmus das Schloß. Nach seinem Tod 1626 folgte ihm sein Sohn Sigmund von Preysing. Durch seine Witwe kam auf dem Heiratsweg das Schloß dann 1635 an Alexander von Salleth. Im Jahre 1661 erwarb die Witwe, des Johann Wilhelm von Wurmrausch (gest. 1658), Maria Monika (Sponica) Wurmrauscherin die Hofmark Haunritz. 1668 übernimmt Johann (Hannß) Christoph Wurmrausch von seiner Mutter Maria Monika (Sponica) Wurmrauscherin das Landsassengut Haunritz. Danach wird Christian Knorr von Rosenroth hier genannt, der vorher auch das benachbarte Högen erworben hatte. Als weiteren Besitzer von Schloß Haunritz findet sich von 1708 an, Johann Friedrich von Wurmrauscher, welcher 1752 starb. Es heißt urkundlich, seine Frau Klara Regina von Wurmrausch des hochedlen und gnädigen Herrn Johann Friedrich von Wurmrausch in Unterhaunritz Gattin, ist 17. April 1708 Patin bei einem Kinde des Johann Christoph von Brand auf Neidstein. Die Familie Volkhammer von Kirchensittenbach kaufte 1759 den Besitz. Schon im folgenden Jahre 1760 kauft Johann Michael Edler von Löffler das Ritter- und Landsassengut. 1770 kaufte Johann Kaspar von Schönberg, der hier auch eine Spiegelglasfabrik und eine Tabaksdosendreherei erbauen ließ. Seine Nachkommen haben den Besitz 1812 aufgeben.
Haunritz wird bereits im frühesten Verzeichnis der Sulzbachischen Hofmarken von 1514 angeführt und war eine geschlossene Hofmark mit niederer Gerichtsbarkeit. 1809 wird hier ein Patrimonialgericht genannt, das der Karoline von Schönberg gehört. Nach 1812 kam Haunritz in bürgerliche Hände. Jahrzehnte diente dann das Schloss als Bierbraustätte und Wirtshaus.

## Schloss Haunritz einst und jetzt

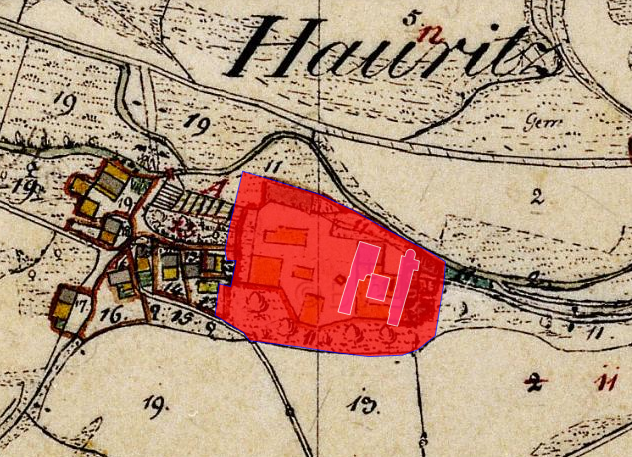
Lageplan von Schloss Haunritz auf dem Urkataster von Bayern

Im 14. Jahrhundert war Haunritz ein Eisenhammer. 1746 war Hans Teurl, Bürger zu Sulzbach, Hammermeister von Haunritz.
Der ehemalige Edelsitz ist ein turmartiger dreigeschossiger Bau mit einem Walmdach in der Mitte einer ursprünglich in Hufeisenform errichteten Anlage. Die Wendeltreppe stammt aus dem späten 17. Jahrhundert und führt vom Erdgeschoß bis in das 2. Obergeschoß. Die Wendeltreppe mündet im Dachgeschoß. Die Treppenspindel ist aus Eichenholz, das „Auge“ der Treppenspindel ist so gefertigt, dass man von oben bis unten durchsehen kann. Es zeigt heute noch im obersten Stockwerk an der Außenwand unter einem Fenster die Jahreszahl 1719 und das Wurmrauscher Wappen, einen Korb mit Rosen. 1719 (voraussichtlich Fertigstellung) wurde der Mittelbau des Schloßkomplexes renoviert und aufgestockt, da die unteren Stockwerke einen Baustil aus weit früherer Zeit ausweisen. Die Sanierung des Mittelbaues erfolgte im Jahre 1986. Der westliche Teil des Schlosses wurde in den Jahren 2016–2020 denkmalgerecht saniert. An den östlichen Trakt ist ein runder Halbturm mit Fachwerkgiebel angebaut. Dieser Trakt besteht aus zweigeschossigen, verputzten Massivbauten mit Satteldächern und Tordurchfahrten. Das Gebäude ist im Kern mittelalterlich, Teile des Ostflügels stammen aufgrund dendrochronologischer Untersuchungen aus der Zeit um 1610.
Seit 1699 ist in Haunritz eine Papiermühle eingerichtet. Im 18. Jahrhundert wird der Hammer wieder zu einer Eisenhütte umgebaut. Bis 1860 gab es eine Schlosskapelle.

## Belege
1. ↑  Denkmalliste für Weigendorf (PDF) beim Bayerischen Landesamt für Denkmalpflege, S. 3 (PDF).
2. ↑  Kommission für bayerische Geschichte, 1957, S. 61 f.
3. ↑  Johannes Laschinger: Transkription der Großen Hammereinung. In: Hirschmann, Norbert, Fleißer, Hannelore, Mahler, Fred: Die Oberpfalz, ein europäisches Eisenzentrum - 600 Jahre Große Hammereinung, Band 12/1 der Schriftenreihe des Bergbau- und Industriemuseums Ostbayern, Theuern 1987, S. 141.
4. ↑  Kommission für bayerische Geschichte, 1957, S. 32 und 58.

Koordinaten: 49° 29′ 20,2″ N, 11° 34′ 53,9″ O